# Gregarinidra incrustans
Gregarinidra incrustans är en mossdjursart som först beskrevs av Silén 1941.  Gregarinidra incrustans ingår i släktet Gregarinidra och familjen Flustridae. Inga underarter finns listade i Catalogue of Life.